# Stephan Lessenich

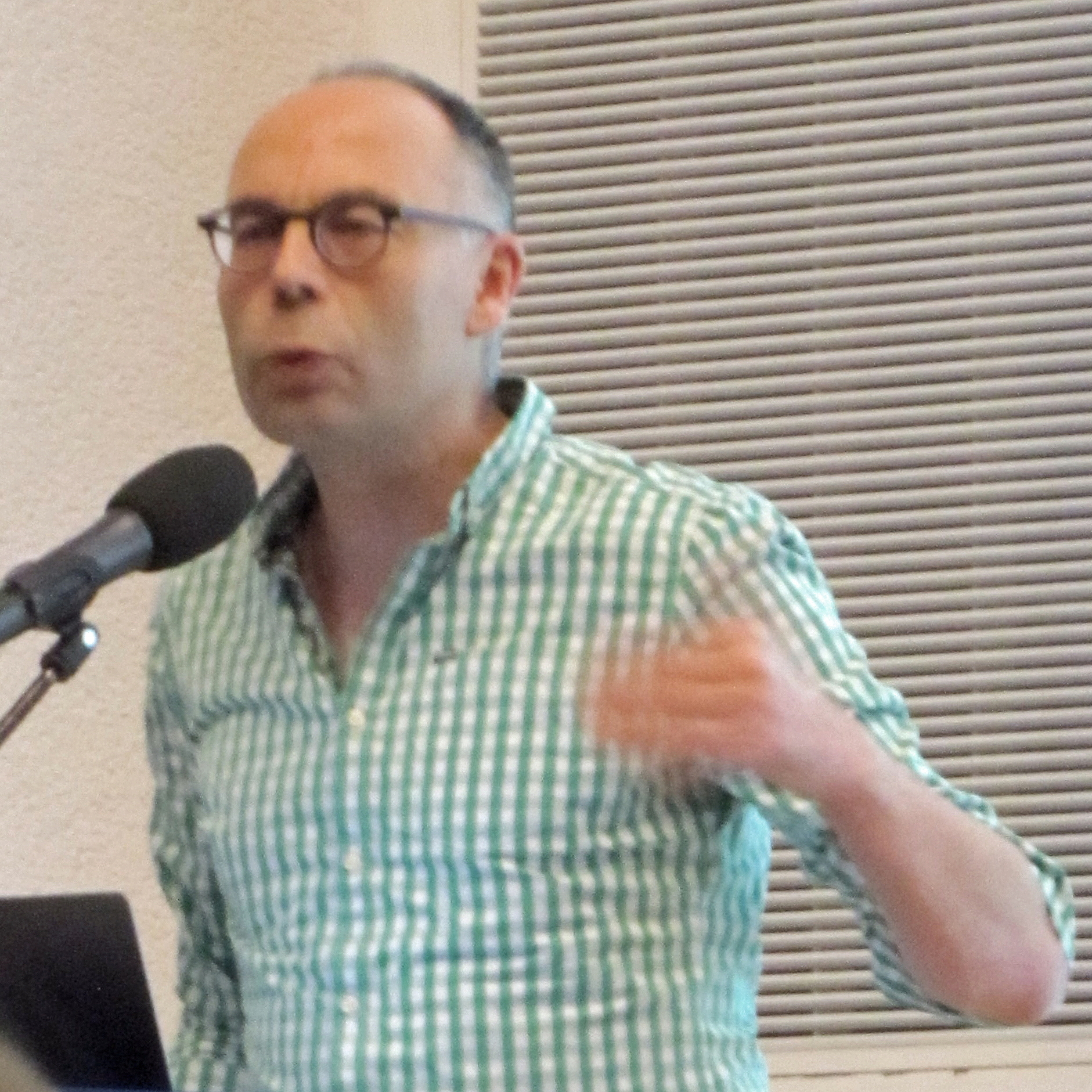
Stephan Lessenich, 2019

Stephan Lessenich (* 1965 in Stuttgart) ist ein deutscher Soziologe und Politiker (mut). Er war von 2013 bis 2017 Vorsitzender der Deutschen Gesellschaft für Soziologie und ist seit 2021 Direktor des Frankfurter Instituts für Sozialforschung.

## Leben
Lessenich studierte von 1983 bis 1989 Politikwissenschaft, Soziologie sowie Geschichte an der Philipps-Universität Marburg. 1993 wurde er an der Universität Bremen promoviert. Er war von 1999 bis 2001 Habilitationsstipendiat der Deutschen Forschungsgemeinschaft (DFG) und habilitierte sich 2002 an der Universität Göttingen, wo er die Venia legendi im Fach Soziologie erhielt.
Ab 2004 war er Professor für Soziologie mit dem Schwerpunkt Vergleichende Gesellschafts- und Kulturanalyse an der Friedrich-Schiller-Universität Jena und dort Direktor, gemeinsam mit Klaus Dörre und Hartmut Rosa, der DFG-Kollegforschergruppe „Postwachstumsgesellschaften“ am Institut für Soziologie. Zum Wintersemester 2014/2015 wurde er als Nachfolger Ulrich Becks auf den Lehrstuhl für Soziale Entwicklungen und Strukturen am Institut für Soziologie der Ludwig-Maximilians-Universität München berufen.
Seine Arbeitsgebiete sind die politische Soziologie sozialer Ungleichheit, vergleichende Makrosoziologie, Wohlfahrtsstaatsforschung, Kapitalismustheorie und Alterssoziologie.
Am 1. Juli 2021 wurde Lessenich Direktor des Instituts für Sozialforschung und Professor für Gesellschaftstheorie und Sozialforschung an der Goethe-Universität Frankfurt.
Für 2021 erhielt Lessenich gemeinsam mit Klaus Dörre und Hartmut Rosa den Thüringer Forschungspreis in der Kategorie Grundlagenforschung.
Lessenich ist Vater zweier Kinder.

## Parteipolitisches Engagement
Im Juni 2017 war Lessenich einer der Gründungsvorsitzenden der Kleinpartei mut und einer ihrer Spitzenkandidaten bei der Landtagswahl in Bayern 2018. Zur Bundestagswahl 2025 rief er zur Wahl der Partei Die Linke auf.

## Mitgliedschaften
- 2013–2016 Vorsitzender der Deutschen Gesellschaft für Soziologie (DGS)[8]
- seit Oktober 2014 Mitglied des PROKLA-Redaktionsbeirates
- Mitherausgeber der Zeitschrift für Sozialreform
- Kuratoriumssprecher des Instituts Solidarische Moderne (ISM)
- 2013–2017 Mitglied im Kleinen Konvent der Schader-Stiftung[9]
- Mitglied im Wissenschaftlichen Beirat des Netzwerks Grundeinkommen, der deutschen Organisation des Basic Income Earth Network (BIEN) für ein Bedingungsloses Grundeinkommen[10]

## Schriften (Auswahl)
- Wohlfahrtsstaat, Arbeitsmarkt und Sozialpolitik in Spanien. Eine exemplarische Analyse postautoritären Wandels. Leske und Budrich, Opladen 1995, ISBN 3-8100-1367-6, (zugleich Dissertation Universität Bremen, 1993).
- Dynamischer Immobilismus. Kontinuität und Wandel im deutschen Sozialmodell. Campus, Frankfurt am Main/New York 2003, ISBN 3-593-37376-9, (zugleich Habilitationsschrift Universität Göttingen, 2001).
- Die Neuerfindung des Sozialen. Der Sozialstaat im flexiblen Kapitalismus. Transcript, Bielefeld 2008, ISBN 978-3-89942-746-2.
- mit Hartmut Rosa und Klaus Dörre: Soziologie – Kapitalismus – Kritik: Eine Debatte. Suhrkamp, Frankfurt am Main 2009, ISBN 978-3-518-29523-6.
- Theorien des Sozialstaats zur Einführung. Junius, Hamburg 2012, ISBN 978-3-88506-699-6.
- mit Tina Denninger, Silke van Dyk und Anna Richter: Leben im Ruhestand. Zur Neuverhandlung des Alters in der Aktivgesellschaft. Transcript, Bielefeld 2014, ISBN 978-3-8376-2277-5.
- Stephan Lessenich zu Paul Lafargue: Das Recht auf Faulheit. Laika Verlag, Hamburg, ISBN 978-3-942281-54-6.
- redigiert mit Mario Neumann, Thomas Seibert, Andrea Ypsilanti: Anders regieren? Von einem Umbruch, der ansteht, aber nicht eintritt. Hrsg. vom Institut Solidarische Moderne. VSA-Verlag, Hamburg 2014, ISBN 978-3-89965-604-6.
- mit Jens Borchert: Claus Offe and the critical theory of the capitalist state. Routledge, New York/ London 2016, ISBN 978-1-138-88742-8.
- Neben uns die Sintflut. Die Externalisierungsgesellschaft und ihr Preis. Hanser, Berlin 2016, ISBN 978-3-446-25295-0.
- Was stimmt nicht mit der Demokratie? Eine Debatte mit Klaus Dörre, Nancy Fraser, Stephan Lessenich und Hartmut Rosa, herausgegeben von Hanna Ketterer und Karina Becker, Suhrkamp, Berlin 2019, ISBN 978-3-518-29862-6.
- Grenzen der Demokratie. Teilhabe als Verteilungsproblem. Reclam, Ditzingen 2019, ISBN 978-3-15-011237-3.
- Nicht mehr normal. Gesellschaft am Rande des Nervenzusammenbruchs. Hanser Berlin, Berlin 2022, ISBN 978-3-446-27383-2.[11]
- Petite Auberge Aufbruch. Zu den Möglichkeitsräumen kritischer Sozialforschung heute. In: Soziologie. Nr. 2, 2022, ISBN 978-3-593-45080-3, ISSN 0340-918X, S. 115–126 (uni-frankfurt.de [PDF] über das Frankfurter Institut für Sozialforschung und die Kritische Theorie heute).
- Mitherausgeber: Handbuch Öffentliche Soziologie, Springer VS, Wiesbaden 2023, ISBN 978-3-658-16994-7.
- mit Thomas Scheffer (Hg.): Gesellschaften unter Handlungszwang. Existenzielle Probleme, Normalität und Kritik. Berlin 2024, ISBN 978-3-86505-852-2.

### Rezeption
- Christian Funke: Soziologe über Zeitmanagement: „Das Recht auf Faulheit will erarbeitet werden“. In: Süddeutsche Zeitung. 15. Juli 2015, S. R6.
- Jens Bisky: Soziologe Stephan Lessenich im Gespräch: Wer für unseren Konsum zahlt. In: Süddeutsche Zeitung. 21. Oktober 2016.
- Beate Hausbichler: Soziologe: „Wir streiten uns um das, was die Mächtigen übrig lassen“. In: derStandard.at. 4. Februar 2020.
- Christian Geyer-Hindemith: Lessenich nach Frankfurt: Von außen gesehen. In: faz.net. 7. April 2021.
- George Grodensky: Institut für Sozialforschung – Anschub für die Frankfurter Schule: Kritisches Denken in Zeiten der Corona-Pandemie. In: fr.de. 5. April 2021 (Interview mit Angela Dorn-Rancke und Stephan Lessenich).
- Norbert Seitz: Neuer Direktor am IfS, der Kaderschmiede der Frankfurter Schule. (mp3-Audio; 7,3 MB; 7:59 Minuten) In: Deutschlandfunk-Sendung „Aus Kultur- und Sozialwissenschaften“. 22. Juli 2021.